# マリック・バディアヌ
マリク・バディアヌ（Malick Badiane、1984年1月1日 - ）は、セネガルのダカール州ダカール県ダカール出身のプロバスケットボール選手。NBAの下部組織NBADLのアナハイム・アーセナルに所属している。ポジションはパワーフォワード、センター。211cm、104kg。